# Алексий Дука Филантропин
Алексий Дука Филантропин е византийски благородник и изтъкнат адмирал с ранг протостратор, а по-късно и велик дук след възстановяването на Византия от Михаил VIII Палеолог.
Георги Акрополит споменава първият Филантропин като дук на Охрид и на местната тема – по време на войните на Теодор II Ласкарис срещу Второто българско царство.
През 1260-те години Алексий Филантропин носи титлата протостратор. Теоретично той е подчинен на великия дук Михаил Ласкарис, но последният е стар и немощен и Алексий Филантропин упражнява фактическото командване на византийския флот. През 1262 или 1263 г., скоро след превземането на Константинопол от латинците, император Михаил VIII Палеолог го изпраща начело на византийския флот да превземе латинските владения в Егейско море. Това е първата голяма експедиция, предприета от наскоро разширената и реорганизирана от Михаил VIII Палеолог византийска флота, а корабите на Филантропин са екипирани с газмули и просаленти за гребци. Византийският флот напада и плячкосва островите Парос, Наксос и Кея, както и градовете Каристос и Орей на Негропонте (Евбея), преди да отплава на юг, за да подкрепи операциите на експедиционната сила, която акостира в Монемвасия срещу Княжество Ахея.
През 1270 г. Алексий Филантропин командва армията, която акостира в Монемвасия и през следващите години действа в Морея срещу ахейците. И двете страни в този конфликт избягват потенциално катастрофална директна конфронтация, като вместо това се съсредоточават върху набези, за да ограбват и опустошават територията на противника. В началото на 1270-те Филантропин ръководи флота няколко пъти срещу латините, подкрепяйки Ликарио, императорски васал в Негропонте, и участвайки в голямата византийска морска победа в битката при Димитриада, по време на която е тежко ранен. Заради този успех той е издигнат в ранг велик дук, вакантна длъжност след смъртта на Михаил Ласкарис.
Алексий Филантропин умира около 1275 г. и скоро след това е наследен като велик дук от Ликарио. Дъщеря му Мария е омъжена за Михаил Тарханиот.

## Цитирана литература
- Bartusis, Mark C. (1997). The Late Byzantine Army: Arms and Society 1204–1453. Philadelphia, Pennsylvania: University of Pennsylvania Press, ISBN 0-8122-1620-2, https://books.google.com/books?id=rUs-hHd89xAC
- Geanakoplos, Deno John (1959). Emperor Michael Palaeologus and the West, 1258–1282: A Study in Byzantine-Latin Relations. Cambridge, Massachusetts: Harvard University Press, OCLC 1011763434, https://books.google.com/books?id=MPscAAAAYAAJ
- ((fr)) Guilland, Rodolphe (1967). Recherches sur les institutions byzantines, I. Berlin: Akademie-Verlag, архив на оригинала от 16 септември 2023, https://web.archive.org/web/20231009110115/https://ihtika.ru/book/download/guilland-r-recherches-sur-les-institutions-byzantines-i-3-1967-
- ((en)) Kazhdan, Alexander (ed) (1991). The Oxford Dictionary of Byzantium. Oxford and New York: Oxford University Press, ISBN 0-19-504652-8, COBISS.BG-ID: 1107246820, https://archive.org/details/odb_20210521/mode/2up
- Macrides, Ruth (2007). George Akropolites: The History – Introduction, Translation and Commentary. Oxford: Oxford University Press, ISBN 978-0-19-921067-1, https://books.google.com/books?id=v_0LdWboHXwC
- ((en)) Polemis, Demetrios I. (1968). The Doukai: A Contribution to Byzantine Prosopography. London: The Athlone Press, OCLC 299868377, https://books.google.com/books?id=Sx5dAAAAIAAJ

|  | Тази страница частично или изцяло представлява превод на страницата Alexios Doukas Philanthropenos в Уикипедия на английски. Оригиналният текст, както и този превод, са защитени от Лиценза „Криейтив Комънс – Признание – Споделяне на споделеното“, а за съдържание, създадено преди юни 2009 година – от Лиценза за свободна документация на ГНУ. Прегледайте историята на редакциите на оригиналната страница, както и на преводната страница, за да видите списъка на съавторите. ВАЖНО: Този шаблон се отнася единствено до авторските права върху съдържанието на статията. Добавянето му не отменя изискването да се посочват конкретни източници на твърденията, които да бъдат благонадеждни. |